# Lucio Petronio Tauro Volusiano
Lucio Petronio Tauro Volusiano (in latino: Lucius Petronius Taurus Volusianus; fl. 253-268) è stato un generale e politico romano del III secolo, sotto il regno dell'imperatore Valeriano e in quello di suo figlio Gallieno.
La sua carriera fu un'ascesa, inusualmente rapida secondo alcune ricostruzioni, dai ranghi dell'esercito fino al consolato e alla prefettura.

## Biografia

Ritratto di Gallieno, imperatore al cui favore fu legata la folgorante carriera di Volusiano.

La sua carriera è nota attraverso un'iscrizione dedicatagli dal municipium di Arretium (moderna Arezzo), città di cui era patrono, intorno al 261; il consolato è attestato anche nei Fasti e nella Historia Augusta. Come praefectus urbi è noto come Petronius Volusianus nel Cronografo del 354.
Figlio di Lucio Petronio, apparteneva alla tribù di voto Sabatinae, nell'Etruria: la sua tribù di voto e il suo legame di patrono con la città di Arretium suggeriscono un'origine italica. Fu probabilmente il padre di Lucio Publio Petronio Volusiano, patrono di Puteoli. Apparteneva per nascita all'ordine equestre.
Volusiano percorse la carriera militare a partire dai ranghi inferiori dell'esercito; fu centurione, in quanto la sua prima carica registrata è quella di centurio deputatus, cioè ufficiale di complemento presso l'imperatore, di stanza nei castra peregrina a Roma. Successivamente divenne primus pilus della Legio XXX Ulpia Victrix, di stanza a Castra Vetera, in Germania inferiore (moderna Xanten, Germania), forse intorno al 245. Fu poi praepositus equitum singulares Augusti nostri, comandante della guardia del corpo imperiale a cavallo, intorno al 253; questo incarico è fuori dalla norma e mostra la fiducia degli imperatori in Volusiano, in quanto normalmente era affidato ad un ex-tribuno dei vigiles. I due imperatori cui si fa riferimento nell'iscrizione potrebbero essere stati Valeriano e Gallieno (253-260), e in tal caso la carriera di Volusiano sarebbe stata molto rapida, o forse Filippo l'Arabo e suo figlio Marco Giulio Severo Filippo (247-249), che invece permetterebbe di ricostruire una carriera di durata più comune. Nel 254 circa fu comandante, con il grado di tribuno o con quello di praepositus, prima di una legione della Dacia, poi di un distaccamento formato da vexillationes della Legio X Gemina e della XIIII Gemina in Pannonia superiore, in entrambi i casi in servizio lungo il Danubio; si trattò probabilmente di incarichi resi necessari dalla situazione bellica in quel teatro, da collocarsi temporalmente intorno al 253 nell'ipotesi più conservativa.
Fu tra il 255 e il 257 che seguì il normale cursus equestre, ricoprendo incarichi a Roma: tribuno della coorte III dei vigiles, tribuno della XI coorte urbana, due volte tribuno della IIII coorte pretoria. Fu invece intorno al 258 che ricevette un incarico inusuale per il normale cursus: fu infatti nominato tribuno della I coorte pretoria e protector Augusti nostri; si tratta della prima occorrenza del rango di protector, e i due imperatori dovrebbero essere ancora Valeriano e Gallieno. È possibile che tale incarico gli abbia permesso di seguire l'imperatore Gallieno in una o più campagne militari. Un'altra eccezionale accelerazione al suo cursus fu la nomina a preafectus vigilum, cioè comandante dei vigili, direttamente da tribuno pretoriano; la nomina dovrebbe risalire al 259.
Volusiano raggiunse poi il rango di prefetto del pretorio; la data suggerita è quella del 260, forse in concomitanza con la cattura di Valeriano da parte dei Sasanidi e la rivolta del suo prefetto del pretorio contro Balista contro Gallieno, con il quale Volusiano condivise il consolato per il 261.
Tra il 267 e il 268 fu praefectus urbi di Roma.